# Benjamin Hornigold
Benjamin Hornigold (Engeland, circa 1675 – 1719) was een officier in de Britse marine, later kaper (privateer) en zelfs een korte periode piraat.
Hornigold is ook het bekendst als piraat, maar heeft dit tussen 1716 en 1718 maar voor een korte periode gedaan. Bij hem begon de "gouden periode" van de piraterij. Hij leidde mensen als Black Bellamy en Zwartbaard op, die later ook hun sporen in het piratenleven verdienden.
Halverwege het jaar 1718 vroeg hij een vrijwaring aan om afstand te doen van zijn piraterij, en die kreeg hij van Woodes Rogers, gouverneur van de Bahama's, op voorwaarde dat hij voor hem ging werken als kaper. Hij kreeg de opdracht kapitein Charles Vane op te pakken, maar dat is nooit gelukt. Wel wist hij in december van dat jaar John Auger te vangen.
Het laatste wat van Hornigold vernomen werd is dat hij in 1719 met zijn schip op een rif zou zijn gevaren, en met zijn mannen zou zijn verdronken, niet ver uit de kust van Mexico.